# Foo Fighters

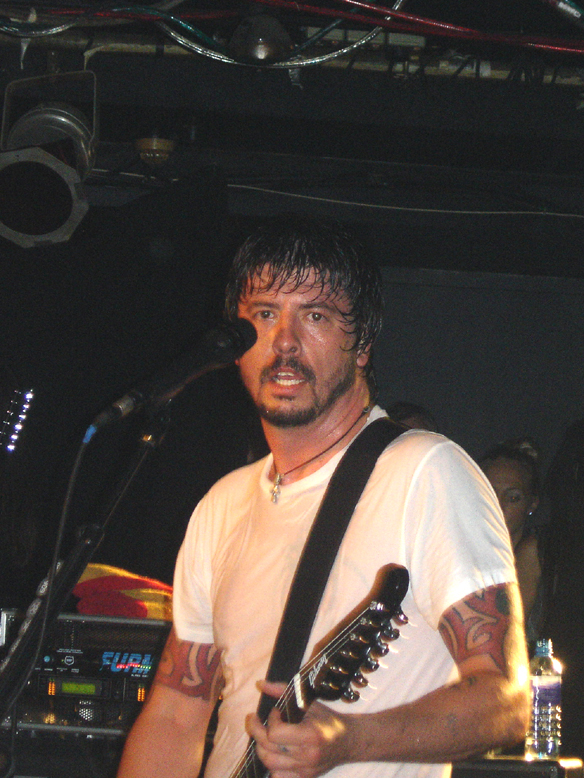
Dave Grohl

Foo Fighters är en amerikansk rockgrupp bildad 1994 i Seattle. Bandet bildades som ett soloprojekt av Dave Grohl efter den drastiska upplösningen av den populära grungegruppen Nirvana, men kom ganska snart att stadga sig som ett komplett band. Till några av Foo Fighters mest kända låtar hör "Monkey Wrench", "Everlong", "Best of You", "The Pretender" och "My Hero".

## Historik
Foo Fighters grundades av den före detta Nirvana-trummisen Dave Grohl som ett soloprojekt i oktober 1994. Grohl hade under sin tid som trummis i Nirvana (1990-1994) skrivit en lång rad låtar, men han valde att behålla dessa för sig själv. 1992 utgav Grohl demokassetten Pocketwatch under pseudonymen ”Late!”. Kassetten innehåller flera låtar som senare kom att dyka upp på Foo Fighters-album. 
Foo Fighters utvecklades snabbt till ett band med flera medlemmar, men grundaren Grohl har hela tiden varit bandets tongivande medlem. Strax innan utgivningen av debutalstret Foo Fighters 1995, anslöt sig Nate Mendel (bas), William Goldsmith (trummor) och Pat Smear (gitarr) till gruppen. Goldsmith och Smear lämnade Foo Fighters efter inspelningen av det andra studioalbumet, The Colour and the Shape (1997). De ersattes av Taylor Hawkins (trummor) och Franz Stahl (gitarr), men Stahl lämnade dock gruppen före inspelningen av det tredje studioalbumet, There Is Nothing Left to Lose (1999).
Kort efter fullbordandet av There Is Nothing Left to Lose blev Chris Shiflett medlem som andregitarrist. Efter releasen av One by One (2002) och den efterföljande turnén tog bandet en paus. De enskilda bandmedlemmarna bildade då egna sidoprojekt. Shiflett bildade Jackson United, Mendel bildade The Fire Theft, Hawkins bildade Taylor Hawkins & Coattail Riders och Grohl bildade den uppmärksammade metal-konstellationen Probot, där han har lyckats samla ihop många av sina förebilder inom rockbranschen.
Efter Probot började Grohl att skriva mer nytt material, akustiskt den här gången. Det var först tänkt att bli till ett soloprojekt, men efter några låtar insåg Grohl att det lät som Foo Fighters och bestämde sig då för att använda låtarna till bandet istället. Det nyskrivna materialet lade grunden till den akustiska delen av In Your Honor som släpptes i mitten av 2005. Med på skivan finns också en gammal låt som inte passade på något annat album, "Virginia Moon" och en remastrad version av "Friend of a Friend", som först var med på demon Pocketwatch. När Grohl hade skrivit de akustiska låtarna började han sakna det riviga och hårda och började därmed att skriva låtar till det som senare blev den första (rockiga) delen av In Your Honor.
På låten "Cold Day in the Sun" som finns på In Your Honor byter Taylor Hawkins och Dave Grohl roller. Då sjunger istället Taylor och Dave sitter bakom trummorna. Det är något som man tidigare bara kunnat höra på b-sidorna "Have a Cigar" och "Life of Illusion", covers på låtar först framförda av Pink Floyd respektive Joe Walsh. Taylor sjunger även på Cream-covern "I Feel Free", en b-sida som finns med på Maxisingeln av DOA. Tidigare har även Chris Shiflett bidragit som sångare på Ramones-covern "Danny Says" som finns som bonusspår på vissa upplagor av One by One.
I augusti 2007 släpptes första singeln, "The Pretender", från Foo Fighters sjätte studioalbum Echoes, Silence, Patience & Grace som utgavs den 25 september 2007. Låten hamnade på 22:a plats på VH1:s 100 bästa låtar under 2007.
I september 2008 talade Dave Grohl ut i BBC radio och sade att bandet kommer att ta en lång paus från musiken och att fansen inte ska förvänta sig något nytt album inom kort. Ett Greatest Hits-album släpptes dock 2009. 
Sedan dröjde det till 2011 innan nästa studioalbum, Wasting Light med planerad utgivning i april. Första singeln "Rope" spelades för första gången i svensk radio i Bandit Rock den 23 februari 2011.
Den 10 november 2014 kom deras nya album ut som heter Sonic Highways. 
I januari 2021 uppträdde Foo Fighters med låten ”Times like these” i ett digitalt firande vid invigningen av Joe Bidens presidentskap i USA.
Den 25 mars 2022 avled bandets trummis Taylor Hawkins under en turné i Sydamerika. I Maj 2023 gick bandet ut med att Josh Freese antagit rollen som ny trummis i bandet. Freese fick senare sparken från bandet i maj 2025.

## Bandmedlemmar

### Nuvarande medlemmar
- Dave Grohl – sång, gitarr (1994– )
- Nate Mendel – basgitarr (1995– )
- Pat Smear – gitarr, bakgrundssång (1995–1997, 2010– , live/studio 2005–2010)
- Chris Shiflett – gitarr, bakgrundssång (1999– )
- Rami Jaffee – keyboard, piano (2017– , live/studio 2005–2017)
- Ilan Rubin – trummor (2025–)

### Tidigare medlemmar
- William Goldsmith – trummor, percussion (1995–1997)
- Franz Stahl – gitarr, bakgrundssång (1997–1999)
- Taylor Hawkins – trummor, percussion, bakgrundssång (1997–2022)
- Josh Freese – trummor (2023–2025)[3][2]

### Turnerande medlemmar
- Petra Haden – violin, mandolin, bakgrundssång (1995–1996, 2005–2006)
- Drew Hester – percussion (2005–2008)
- Jessy Greene – violin (2007–2008)
- Barbara Gruska – bakgrundssång (2017– )
- Laura Mace – bakgrundssång (2017– )
- Samantha Sidley – bakgrundssång (2017– )

## Diskografi

### Studioalbum
- Foo Fighters (4 juli 1995)
- The Colour and the Shape (20 maj 1997)
- There Is Nothing Left to Lose (2 november 1999)
- One by One (22 oktober 2002)
- In Your Honor (15 juni 2005)
- Echoes, Silence, Patience & Grace (25 september 2007)
- Wasting Light (12 april 2011)
- Sonic Highways (10 november 2014)
- Concrete and Gold (15 september 2017)
- Medicine at Midnight (5 februari 2021)

### Livealbum
- Skin and Bones (2006)

### EP
- Five Songs and a Cover (2005)
- Let It Die (2008)
- Saint Cecilia (2015)

### DVD
- Everywhere but Home (2003)
- Skin and Bones (7 november 2006; live)
- Live in Hyde Park (2006)
- Live At Wembley Stadium (2008)
- Back and Forth (2011)

### Singlar
- "Exhausted" (12 juni 1995)
- "This Is a Call" (19 juni 1995)
- "I'll Stick Around" (4 september 1995)
- "For All the Cows" (20 november 1995)
- "Big Me" (25 mars 1996)
- "Monkey Wrench" (28 april 1997)
- "Everlong" (18 augusti 1997)
- "My Hero" (19 januari 1998)
- "Walking After You" (17 augusti 1998)
- "Learn to Fly" (18 oktober 1999)
- "Stacked Actors" (17 januari 2000)
- "Generator" (6 mars 2000)
- "Breakout" (18 september 2000)
- "Next Year" (4 december 2000)
- "The One" (18 mars 2002)
- "All My Life" (7 oktober 2002)
- "Times Like These" (6 januari 2003)
- "Low" (23 juni 2003)
- "Have It All" (22 september 2003; B-sidan är "Darling Nikki", en Prince-cover)
- "Best of You" (30 maj 2005)
- "DOA" (5 september 2005)
- "Resolve" (21 november 2005)
- "No Way Back"/"Cold Day in the Sun" (13 mars 2006)
- "Miracle" (18 september 2006)
- "The Pretender" (17 september 2007)
- "Long Road to Ruin" (3 december 2007)
- "Cheer Up, Boys (Your Make Up Is Running)" (7 april 2008)
- "Let It Die" (2008)
- "Wheels" (2009)
- "Rope" (2011)
- "White Limo" (2011)
- "Walk" (2011)
- "Arlandria" (2011)
- "These Days" (2011)
- "Bridge Burning" (2012)
- "Run" (2017)

### Samlingsalbum
- Greatest Hits (4 november 2009)
- Medium Rare (16 april 2011)

## Priser och utmärkelser
- MTV Video Music Awards - 1995 - Best Group Video - "Big Me"
- Grammy - 2001 - Best Rock Album - There Is Nothing Left to Lose
- Grammy - 2001 - Best Short Form Music Video - "Learn to Fly"
- Grammy - 2003 - Best Hard Rock Performance - "All My Life"
- Grammy - 2004 - Best Rock Album - One by One
- Grammy - 2008 - Best Hard Rock Performance - "The Pretender"
- Grammy - 2008 - Best Rock Album - Echoes, Silence, Patience & Grace
- BRIT Awards - 2008 - International Group
- BRIT Awards - 2008 - International Album - Echoes, Silence, Patience & Grace

## Sverigebesök
Foo Fighters har varit i Sverige flera gånger:
1. 16 oktober 1995 på Cirkus i Stockholm.
2. 15 november 1997 på Hovet i Stockholm tillsammans med The Prodigy.
3. 11 november 1999 på Arenan i Stockholm.
4. 2 mars 2000 som gäst i tv-programmet Sen kväll med Luuk, där bandet framförde låten "Generator".
5. 3 december 2002 på Hovet i Stockholm.
6. 4 februari 2006 på Hovet i Stockholm.
7. 14 juni 2008 på Where the Action Is-festivalen på Stora Skuggan i Stockholm.
8. 4 mars 2011 vid exklusiv spelning på Nalen.[4]
9. 22 juni 2011 på ett fullsatt Stockholms stadion, ca 35 000 personer i publiken, deras största spelning i Sverige dittills.[5]
10. 4 mars 2011 sändes tv-programmet Skavlan på SVT1, där Dave Grohl var en av gästerna och Foo Fighters spelade låten "Rope".[6][7]
11. 12 juni 2015 på Ullevi i Göteborg. I början av konserten (under andra låten Monkey Wrench) ramlar Dave Grohl av scenen och bryter benet. Grohl bärs bort från scenen och övriga bandmedlemmar fortsätter genom att spela coverlåtar. Senare bärs Grohl in på scenen igen, då bandagerad och med en läkare som håller hans fot. Konserten fortsätter, men efter ett tag så bär man ut honom igen och för att sedan återkomma som gipsad. Därefter fullföljer bandet hela konserten som planerat.
12. 5 juni 2018 återvänder bandet till Ullevi i Göteborg. Låten My Hero tillägnas läkaren Johan Sampson som höll Dave Grohls fot fixerad under konserten 2015. [8]
13. 29 juni 2019 var Foo Fighters huvudattraktion på festivalen Lollapalooza på Gärdet i Stockholm. Låten "My Hero" tillägnades läkaren Johan Sampson.[9]